# Bayadera continentalis
Bayadera continentalis е вид водно конче от семейство Euphaeidae. Видът не е застрашен от изчезване.

## Разпространение
Разпространен е в Китай (Гуандун, Гуанси, Джъдзян, Фудзиен и Хунан).

## Описание
Популацията на вида е стабилна.